# Mark Natta
Mark Natta (sinh ngày 28 tháng 11 năm 2002) là một cầu thủ bóng đá chuyên nghiệp Úc hiện đang thi đấu ở vị trí trung vệ cho câu lạc bộ Newcastle Jets.